# ژانگ یوئهونگ
ژانگ یوئهونگ (چینی: 張越紅؛ زادهٔ ۹ نوامبر ۱۹۷۵) بازیکن والیبال اهل چین است.